# Primærrute 28
De Primærrute 28 is een hoofdweg in Denemarken. De weg loopt van Snoghøj via Fredericia, Vejle en Ringkøbing naar Lemvig. De Primærrute 28 loopt over het schiereiland Jutland en is ongeveer 183 kilometer lang.